# Hwang Min-Woo
Hwang Min-Woo (também conhecido como pequeno PSY) é um garoto da Coreia do Sul que aos 7 anos de idade ficou conhecido por sua aparição no hit musical internacional de 2012 Gangnam Style.